# Orquesta Sinfónica del Principado de Asturias
La Orquesta Sinfónica del Principado de Asturias (OSPA) es una orquesta sinfónica que pertenece al Principado de Asturias, siendo una de las más antiguas de España.
Fundada en 1939, de la mano de Amalio López, enseguida recoge el testigo Angel Muñiz Toca como director titular quien la consolida como referencia sinfónica de la región. La orquesta pasa por distintas etapas y configuraciones a lo largo de los años con diferentes directores titulares: Vicente Santimoteo, Benito Lauret, Alfonso Ordieres y Víctor Pablo Pérez hasta la reforma en 1991, tras la que se le da el formato jurídico actual como organismo autónomo del Principado de Asturias y pasa a denominarse OSPA. La reformada orquesta dio su primer concierto en el Teatro Campoamor de Oviedo el 12 de mayo del mismo año, dirigido por Doron Salomón, siendo su Director Titular Jesse Levine. Actualmente la Orquesta Sinfónica del Principado de Asturias está compuesta por profesores de 20 nacionalidades procedentes de varios países de la Unión Europea, Rusia, EUA, Asia y Latinoamérica.

## Actividades
Su actividad musical abarca todo tipo de programaciones, realizando más de 70 conciertos sinfónicos al año repartidos entre su sede permanente del Auditorio Príncipe Felipe de Oviedo, Teatro Jovellanos de Gijón, Auditorio de la Casa de Cultura de Avilés y las principales localidades asturianas durante el Ciclo Verano en las Villas. Entre los conciertos extraordinarios destacan los conciertos institucionales del Día de Asturias y Premios Príncipe de Asturias, y los conciertos didácticos, en el que destaca el programa "Una excursión fantástica", obra creada por alumnos asturianos de 4º de Primaria.
Participa también en la temporada de Ópera de la Asociación Asturiana de Amigos de la Ópera, en el Teatro Campoamor de Oviedo, recibiendo críticas muy elogiosas de la prensa regional y nacional.
En la temporada 2011-2012, la OSPA se convirtió en la primera sinfónica española en tocar en la Sala Nervi del Vaticano, en un concierto homenaje al Papa Benedictor XVI, con un programa de inspiración española dirigido por Maximiano Valdés. En la temporada 2005-2006, la OSPA actuó en el Auditorio Nacional de Madrid en dos importantes celebraciones, la primera de ellas con motivo del Centenario del nacimiento del Profesor Severo Ochoa, concierto organizado por la Universidad Politécnica de Madrid, y en la segunda ocasión con motivo de la celebración del XXV aniversario de la Fundación Príncipe de Asturias; además, actuó en el Auditorio de Santiago de Compostela dentro de la temporada de la Orquesta Real Filharmonía de Santiago de Compostela. En la temporada 2004-2005 la orquesta realizó una gira nacional actuando en el Palacio de la Música Catalana de Barcelona y en los Auditorios de Castellón y Zaragoza, recibiendo críticas muy elogiosas: “Entre las tres mejores orquestas del país”, (Levante El Mercantil Valenciano 24.04.05). En la temporada anterior se desarrollaron varios conciertos en Euskadi que fueron igualmente muy bien recibidos.
En cuanto a giras internacionales hay que destacar en 1996 las representaciones en el Teatro Municipal y la Catedral de Santiago de Chile, donde dos años más tarde se volvería, y el Auditorio Arquímedes de México DF. En la temporada 2007-2008, la Orquesta Sinfónica del Principado de Asturias realizó una gira de seis conciertos en las ciudades de Pekín, Shanghái, Dalian, Anshan y Shangxing. También ha participado en varios festivales: Festival de Música Religiosa de Cuenca, Festival Internacional de Música y Danza de Granada, Festival Internacional de Música contemporánea de Alicante, estrenando obras de Jesús Rueda, García Román, García Demestres, etc., Festival Intercéltico de Lorient (Francia) con el estreno de La Noche Celta del compositor asturiano Ramón Prada.
En diciembre de 2020 actuó en una retransmisión on line junto con la pianista francesa Lise de la Salle, dirigidos por el director de orquesta Jaime Martín, desde el Auditorio de Oviedo, en un concierto en Fa mayor para piano y orquesta.

## Componentes
Durante todos estos años se ha tenido muy en cuenta la presencia de destacados jóvenes asturianos: José Gómez, Pablo González, Mariano Rivas, Lola Casariego, Juan Castelao, Dmitri Atapine, David Menéndez, Begoña García-Tamargo, Ana Nebot, Alejandro Roy, Mª José Suárez, Juan Carlos Cadenas, etc.

### Directores
Al éxito de la OSPA han contribuido sus anteriores directores titulares Jesse Levine y Maximiano Valdés, pero también batutas maestras como Rossen Milanov, David Lockington, Perry So, Kynan Johns, Arturo Tamayo, Odón Alonso, Krzysztof Penderecki, Víctor Pablo Pérez, Aldo Ceccato, Alexander Rahbari, Tamás Vásáry, Jan Latham-Koenig, Cristóbal Halffter, Juan José Mena, Alberto Zedda, Antoni Ros Marbá, López Cobos, John Axelrod, Howard Griffiths, Edmon Colomer, de entre una larga lista.

### Solistas
También amplísimo es el elenco de grandes solistas que actúan junto a la OSPA: Truls Mørk, Dylana Jenson, Frank Peter Zimmermann, Luciano Pavarotti, Alfredo Kraus, Luis Dámaso, Montserrat Caballé, Carlos Álvarez, Ainhoa Arteta, Elizabeth Connell, Ana M.ª Sánchez, María Orán, María Bayo, Alicia de Larrocha, Joaquín Achúcarro, Amanda Roocroft, Patricia Kopatchinskaja, Asier Polo, Josep Colom, Marco Rizzi, Marc-André Hamelin, Elmar Oliveira, David Geringas, Janine Jansen, Asier Polo, José Luis Estellés, Renaud Capuçon, Anne Gastinel, Bruno Gelber, Indra Tomás, René Pape, Luciana d´Intino, Marco Berti, Cheen Yu, Roberto Díaz, Arto Noras, Louis Lortie, las cantaoras Carmen Linares y Ginesa Ortega etc., además de los coros de la Fundación Príncipe de Asturias, Orfeón Catalán, Orfeón Donostiarra, Comunidad de Madrid y RTVE.

## Discos
La trayectoria discográfica de la orquesta se inicia con obras de temática asturiana, Día de fiesta en Asturias, Atardecer y Paisaje Asturiano (Benito Lauret), monográfico de Julián Orbón y La Noche Celta de Ramón Prada. Posteriormente ha realizado grabaciones para los sellos discográficos ARTEK y NAXOS de obras de Manuel de Falla, El Amor Brujo, La Vida Breve, El Sombrero de Tres Picos, etc., y parte de la integral de Joaquín Rodrigo, Concierto de Aranjuez, Concierto Andaluz, etc.
Se ha llevado a cabo la recuperación de títulos de nuestro patrimonio musical como Los amantes de Teruel de Bretón, la zarzuela barroca El imposible Mayor en amor le vence Amor de Duron, y se han encargado obras como La Noche Celta de Prada, "Fons vitae" de Rueda, por citar alguna, o el reestreno de obras del sinfonismo español decimonónico (Pedro Miguel Marqués, entre otros).
La OSPA, heredera de la Orquesta Sinfónica de Asturias, la Orquesta Sinfónica Provincial, y la Orquesta Sinfónica de Asturias de Educación y Descanso y a la que a su historia contribuyeron figuras como Amalio López, Ángel Muñiz Toca, Vicente Santimoteo, Benito Lauret, Alfonso Ordieres y Víctor Pablo Pérez, cumplió 75 años en 2014.
La OSPA es un Organismo Autónomo de la Consejería de Cultura y Turismo del Principado de Asturias y miembro de la Asociación Española de Orquestas Sinfónicas (AEOS).